# Copa da UEFA de 1982–83
A Copa da UEFA de 1982–83 foi a décima segunda edição da Copa da UEFA, vencida pelo RSC Anderlecht em vitória sobre o Benfica no conjunto (1-0 e 1-1). Contou com a participação de 64 clubes. O RSC Anderlecht aplicou a maior goleada da competição, ao fazer 6-1 no FK Sarajevo.

## Primeira fase
| Equipe 1              | Total  | Equipe 2                 | 1.º jogo     | 2.º jogo          |
| --------------------- | ------ | ------------------------ | ------------ | ----------------- |
| Kaiserslautern        | 6–0    | Trabzonspor              | 3–0 (Report) | 3–0 (Report)      |
| Roma                  | 4–3    | Ipswich Town             | 3–0 (Report) | 1–3 (Report)      |
| AEK Athens F.C.       | 0–6    | Köln                     | 0–1 (Report) | 0–5 (Report)      |
| AS Saint-Étienne      | 4–1    | Tatabányai Bányász SC    | 4–1 (Report) | 0–0 (Report)      |
| Borussia Dortmund     | 0–2    | Rangers F.C.             | 0–0 (Report) | 0–2 (Report)      |
| Dundee United F.C.    | 3–1    | PSV Eindhoven            | 1–1 (Report) | 2–0 (Report)      |
| FC Utrecht            | 0–3    | F.C. Porto               | 0–1 (Report) | 0–2 (Report)      |
| Bohemians CKD Praha   | 7–1    | FC Admira/Wacker         | 5–0 (Report) | 2–1 (Report)      |
| FC Carl Zeiss Jena    | 3–6    | FC Girondins de Bordeaux | 3–1 (Report) | 0–5 (Report)      |
| Dinamo Tbilisi        | 2–2(a) | Napoli                   | 2–1 (Report) | 0–1 (Report)      |
| FC Progres Niedercorn | 0–4    | Servette FC              | 0–1 (Report) | 0–3 (Report)      |
| FC Spartak Moscow     | 8–4    | Arsenal F.C.             | 3–2 (Report) | 5–2 (Report)      |
| Universitatea Craiova | 3–2    | Fiorentina               | 3–1 (Report) | 0–1 (Report)      |
| FC Vorwärts Frankfurt | 3–3(a) | Werder Bremen            | 1–3 (Report) | 2–0 (Report)      |
| Ferencvarosi TC       | 3–2    | Athletic Bilbao          | 2–1 (Report) | 1–1 (Report)      |
| Glentoran FC          | 1–4    | TJ Baník Ostrava         | 1–3 (Report) | 0–1 (Report)      |
| Grazer AK             | 1–4    | Corvinul Hunedoara       | 1–1 (Report) | 0–3 (Report)      |
| HFC Haarlem           | 5–4    | K.A.A. Gent              | 2–1 (Report) | 3–3 (Report)      |
| Fram                  | 0–7    | Shamrock Rovers F.C.     | 0–3 (Report) | 0–4 (Report)      |
| Lyngby BK             | 3–4    | IK Brage                 | 1–2 (Report) | 2–2 (Report)      |
| Manchester United     | 1–2    | Valencia                 | 0–0 (Report) | 1–2 (Report)      |
| PAOK FC               | (a)2–2 | FC Sochaux-Montbeliard   | 1–0 (Report) | 1–2(aet) (Report) |
| Pezoporikos Larnaca   | 2–3    | FC Zürich                | 2–2 (Report) | 0–1 (Report)      |
| PFC Slavia Sofia      | 4–6    | FK Sarajevo              | 2–2 (Report) | 2–4 (Report)      |
| R.S.C. Anderlecht     | 6–1    | KPT Kuopio               | 3–0 (Report) | 3–1 (Report)      |
| Sevilla FC            | 6–1    | PFC Levski Sofia         | 3–1 (Report) | 3–0 (Report)      |
| Benfica               | 4–2    | Real Betis               | 2–1 (Report) | 2–1 (Report)      |
| Śląsk Wrocław         | 3–2    | FC Dynamo Moscow         | 2–2 (Report) | 1–0 (Report)      |
| Southampton F.C.      | 2–2(a) | IFK Norrköping           | 2–2 (Report) | 0–0 (Report)      |
| Stal Mielec           | 1–1(a) | KSC Lokeren              | 1–1 (Report) | 0–0 (Report)      |
| Viking F.K.           | (a)3–3 | Lokomotive Leipzig       | 1–0 (Report) | 2–3 (Report)      |
| Żurrieq F.C.          | 1–8    | Hajduk Split             | 1–4 (Report) | 0–4 (Report)      |

## Segunda fase
| Equipe 1             | Total  | Equipe 2                 | 1.º jogo     | 2.º jogo     |
| -------------------- | ------ | ------------------------ | ------------ | ------------ |
| Roma                 | (p)1-1 | IFK Norrköping           | 1–0 (Report) | 0–1 (Report) |
| AS Saint-Étienne     | 0–4    | Bohemians CKD Praha      | 0–0 (Report) | 0–4 (Report) |
| Corvinul Hunedoara   | 4–8    | FK Sarajevo              | 4–4 (Report) | 0–4 (Report) |
| FC Spartak Moscow    | 5–1    | HFC Haarlem              | 2–0 (Report) | 3–1 (Report) |
| Ferencvarosi TC      | 1–2    | FC Zürich                | 1–1 (Report) | 0–1 (Report) |
| Hajduk Split         | 4–5    | FC Girondins de Bordeaux | 4–1 (Report) | 0–4 (Report) |
| Napoli               | 1–4    | Kaiserslautern           | 1–2 (Report) | 0–2 (Report) |
| PAOK FC              | 2–4    | Sevilla FC               | 2–0 (Report) | 0–4 (Report) |
| R.S.C. Anderlecht    | 6–3    | F.C. Porto               | 4–0 (Report) | 2–3 (Report) |
| Rangers F.C.         | 2–6    | Köln                     | 2–1 (Report) | 0–5 (Report) |
| Shamrock Rovers F.C. | 0–5    | Universitatea Craiova    | 0–2 (Report) | 0–3 (Report) |
| Benfica              | 4–1    | KSC Lokeren              | 2–0 (Report) | 2–1 (Report) |
| Śląsk Wrocław        | 1–7    | Servette FC              | 0–2 (Report) | 1–5 (Report) |
| Valencia             | 1–0    | TJ Baník Ostrava         | 1–0 (Report) | 0–0 (Report) |
| Viking F.K.          | 1–3    | Dundee United F.C.       | 1–3 (Report) | 0–0 (Report) |
| Werder Bremen        | 8–2    | IK Brage                 | 2–0 (Report) | 6–2 (Report) |

## Terceira fase
| Equipe 1                 | Total | Equipe 2              | 1.º jogo     | 2.º jogo          |
| ------------------------ | ----- | --------------------- | ------------ | ----------------- |
| Köln                     | 1–2   | Roma                  | 1–0 (Report) | 0–2 (Report)      |
| Dundee United F.C.       | 3–2   | Werder Bremen         | 2–1 (Report) | 1–1 (Report)      |
| FC Girondins de Bordeaux | 1–2   | Universitatea Craiova | 1–0 (Report) | 0–2(aet) (Report) |
| FC Spartak Moscow        | 0–2   | Valencia              | 0–0 (Report) | 0–2 (Report)      |
| FC Zürich                | 1–5   | Benfica               | 1–1 (Report) | 0–4 (Report)      |
| R.S.C. Anderlecht        | 6–2   | FK Sarajevo           | 6–1 (Report) | 0–1 (Report)      |
| Servette FC              | 3–4   | Bohemians CKD Praha   | 2–2 (Report) | 1–2 (Report)      |
| Sevilla FC               | 1–4   | Kaiserslautern        | 1–0 (Report) | 0–4 (Report)      |

## Quartas-de-final
| Equipe 1            | Total  | Equipe 2              | 1.º jogo     | 2.º jogo     |
| ------------------- | ------ | --------------------- | ------------ | ------------ |
| Kaiserslautern      | 3–3(a) | Universitatea Craiova | 3–2 (Report) | 0–1 (Report) |
| Roma                | 2–3    | Benfica               | 1–2 (Report) | 1–1 (Report) |
| Bohemians CKD Praha | 1–0    | Dundee United F.C.    | 1–0 (Report) | 0–0 (Report) |
| Valencia            | 2–5    | R.S.C. Anderlecht     | 1–2 (Report) | 1–3 (Report) |

## Semifinais
| Equipe 1            | Total  | Equipe 2              | 1.º jogo | 2.º jogo |
| ------------------- | ------ | --------------------- | -------- | -------- |
| Bohemians CKD Praha | 1–4    | R.S.C. Anderlecht     | 0–1      | 1–3      |
| Benfica             | (a)1–1 | Universitatea Craiova | 0–0      | 1–1      |

## Final
| Equipe 1          | Total | Equipe 2 | 1.º jogo     | 2.º jogo     |
| ----------------- | ----- | -------- | ------------ | ------------ |
| R.S.C. Anderlecht | 2–1   | Benfica  | 1–0 (Report) | 1–1 (Report) |